# Usia claripennis
Usia claripennis is een vliegensoort uit de familie van de wolzwevers (Bombyliidae). De wetenschappelijke naam van de soort is voor het eerst geldig gepubliceerd in 1840 door Macquart.

## Voorkomen
De soort komt voor in Algerije, Marokko en Tunesië.